# Гергенрёдер, Игорь Алексеевич
Игорь Алексеевич Гергенрёдер (15 сентября 1952, Бугуруслан, Чкаловская область — 13 апреля 2022, Берлин) — советский, русский писатель, поэт, собственный корреспондент.

## Биография
Родился в семье выселенных во время войны поволжских немцев. Православный. Отец Алексей Филиппович Гергенрёдер — автор рассказов и повести (окончил Литературный институт), был членом Союза журналистов СССР, преподавал в средней школе русский язык и литературу, мать Ирма Яковлевна Гергенрёдер (урождённая Вебер) была бухгалтером. Игорь Гергенрёдер после окончания школы в 1970 году был (семнадцати лет) принят корреспондентом в городскую газету Новокуйбышевска «Знамя коммунизма». В 1976 году с отличием окончил отделение журналистики Казанского университета. Работал в газетах Латвии, Среднего Поволжья, Молдавии. С 1978 года являлся членом Союза журналистов СССР. В 1985 году дебютировал в литературе: рассказы, повести печатались в коллективных сборниках, в альманахах и в журналах СССР. В 1993 году вышел 30-тысячным тиражом сборник «Русский эротический сказ» (Приднестровская Молдавская республика, Бендеры).
С 1994 года жил в Берлине, собкор и автор выходящего во Франкфурте-на-Майне ежемесячного журнала «Литературный европеец». Член правления Союза русских писателей в Германии, состоял в организации Literarisches Colloquium Berlin (Литературный Коллоквиум Берлина). По мотивам устных воспоминаний отца, участника Белого движения, написал повести о Гражданской войне, их сборник издан в Берлине в 1997 году. Высказывание критика Андрея Василевского в интервью «Литературной газете»: «Какое, с Вашей точки зрения, самое важное литературное событие произошло в уходящем году и что Вы обо всём этом думаете?» Андрей Василевский: «Только что вышедший в Германии на русском языке сборник Игоря Гергенрёдера „Комбинации против Хода Истории“. Это повести — были о гражданской войне». «Литературная газета», 24 декабря 1997 г., стр. 10.
В 1997 году в сокращённом журнальном варианте вышла повесть «Дайте руку королю»: «Новая студия», № 1/1997, Берлин. Переведённая на немецкий язык в полном объёме повесть, обозначенная в Германии как роман, была выпущена в 1998 году издательством Volk & Welt и имела большой резонанс в германской и не только прессе («Spiegel», «Die Zeit», «Süddeutsche Zeitung», швейцарская «Neue Zürcher Zeitung» и другие издания). Повесть на русском языке в полном объёме напечатана в журнале «Мосты» № 4/ 2004. Лауреат премии журнала «Литературный европеец».

## Семья
Первая жена — Тамара Тимофеевна Гергенрёдер (урождённая Бурденко). В этом браке родилась дочь Нелли. Вторая жена — Алла Александровна Гергенрёдер.
Подписал коллективное воззвание «Остановите агрессию» от 12 августа 2008 года.

## Книги
- Русский эротический сказ. Бендеры, Молдавия, 1993.
- Комбинации против Хода Истории. Берлин, 1997.
- Gebt dem König die Hand. Roman. Berlin-München,1998.
- Близнецы в мимолетности. Берлин, 1999.
- Донесенное от обиженных. Берлин, 2003.
- Грация и Абсолют. Роман. Altaspera Publishing & Literary Acency Inc. Ontario, 2014 (ISBN 978-1-312-56576-0).